# 阿里通 (阿拉巴马州)
阿里通（英文：Ariton），是美国阿拉巴马州下属的一座城市。面积约为5.09平方英里（约合13.18平方公里）。根据2010年美国人口普查，该市有人口764人，人口密度为150.1/平方英里（约合57.97/平方公里）。